# Vườn quốc gia Timanfaya

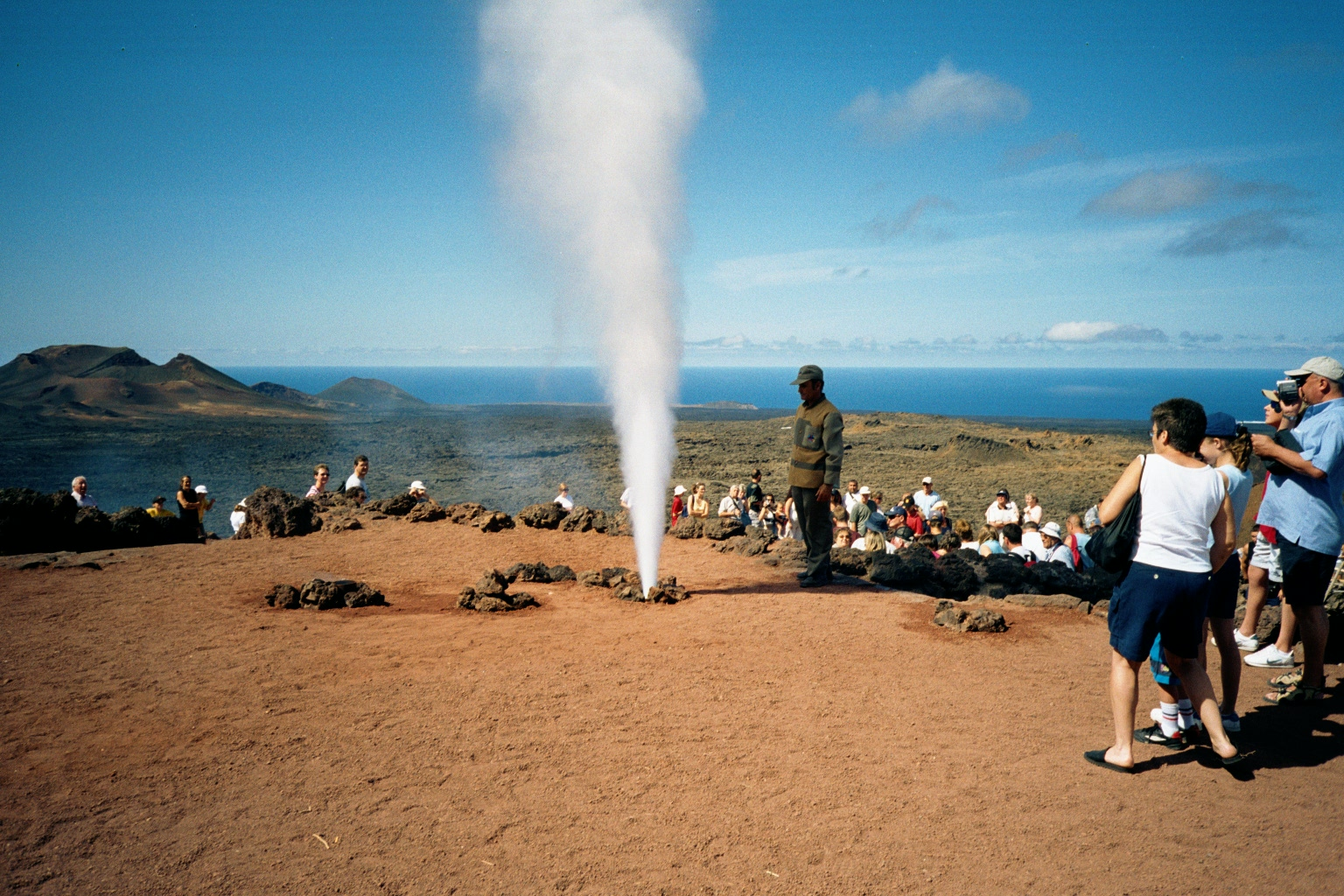
Một lỗ phun được tạo thành.

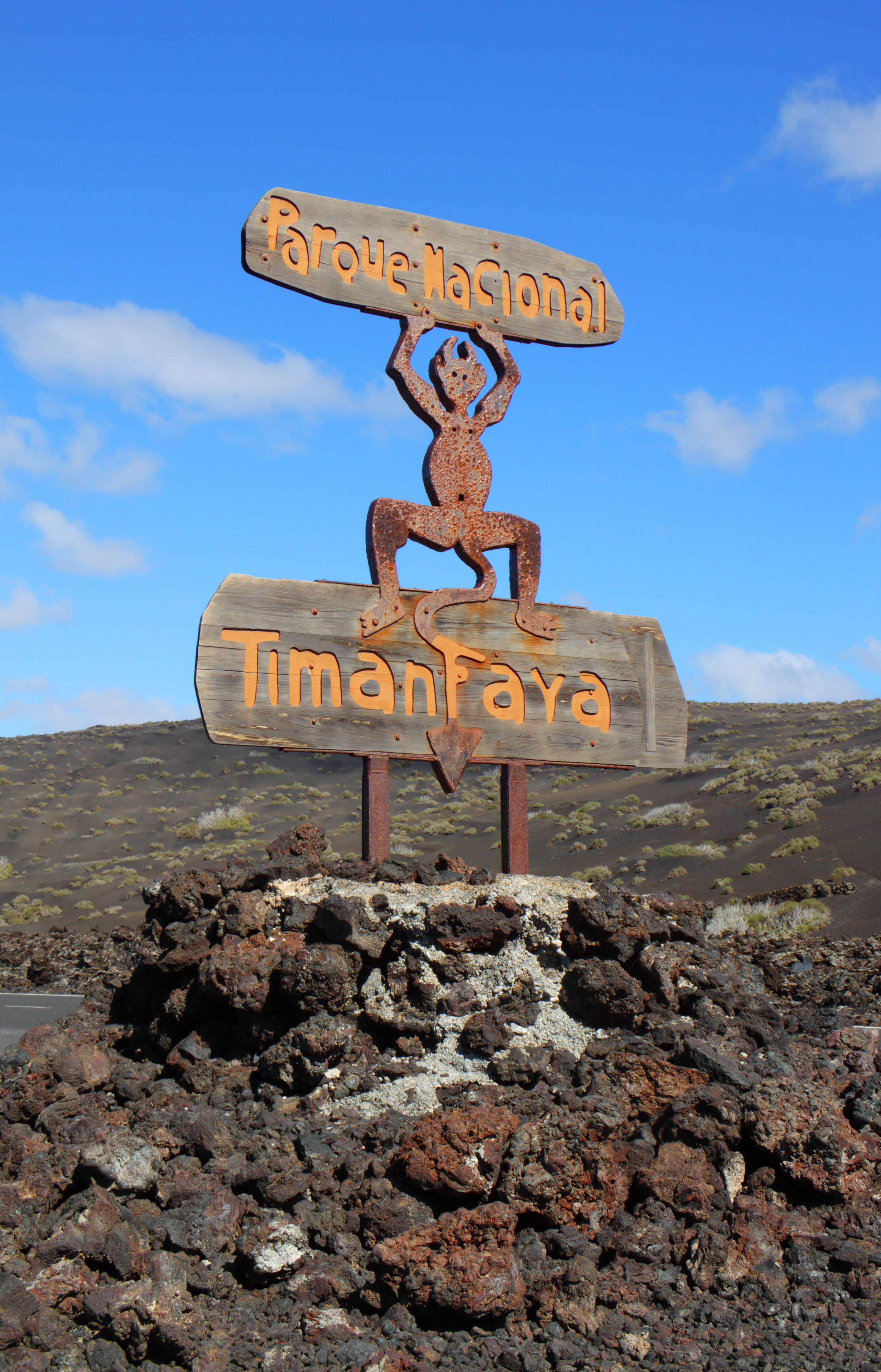
Hình dáng "El Diablo" của César Manrique là biểu tượng của vườn quốc gia.

Vườn quốc gia Timanfaya (Tây Ban Nha: Parque Nacional de Timanfaya) là một vườn quốc gia ở phía tây nam của đảo Lanzarote, quần đảo Canary, Tây Ban Nha. Nó bao gồm các bộ phận của thành phố Tinajo và Yaiza. Vườn quốc gia này có diện tích 51,07 km vuông (19,72 sq mi)  được cấu tạo hoàn toàn tạo từ đất núi lửa. Bức tượng "El Diablo" của César Manrique là biểu tượng của vườn quốc gia.

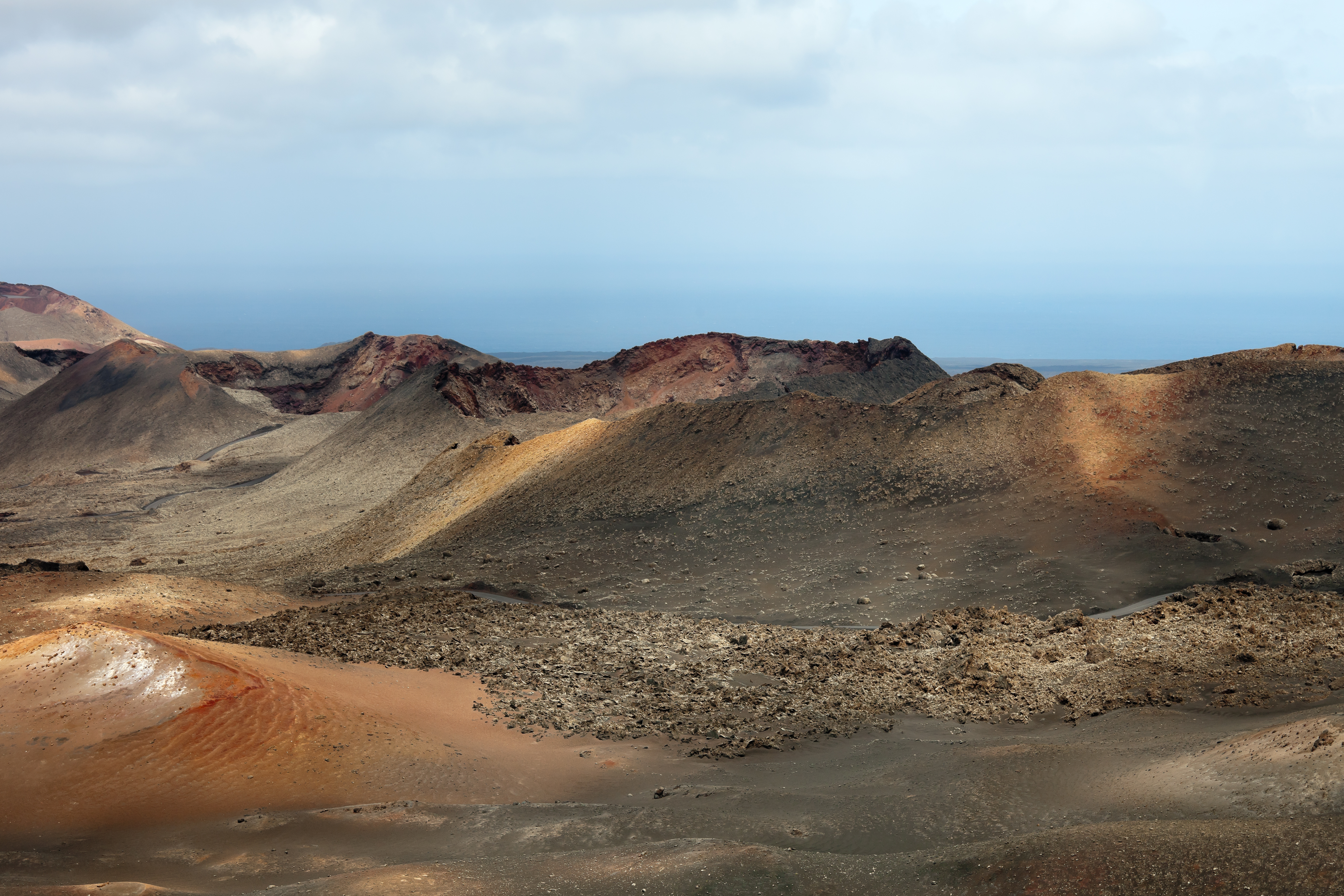
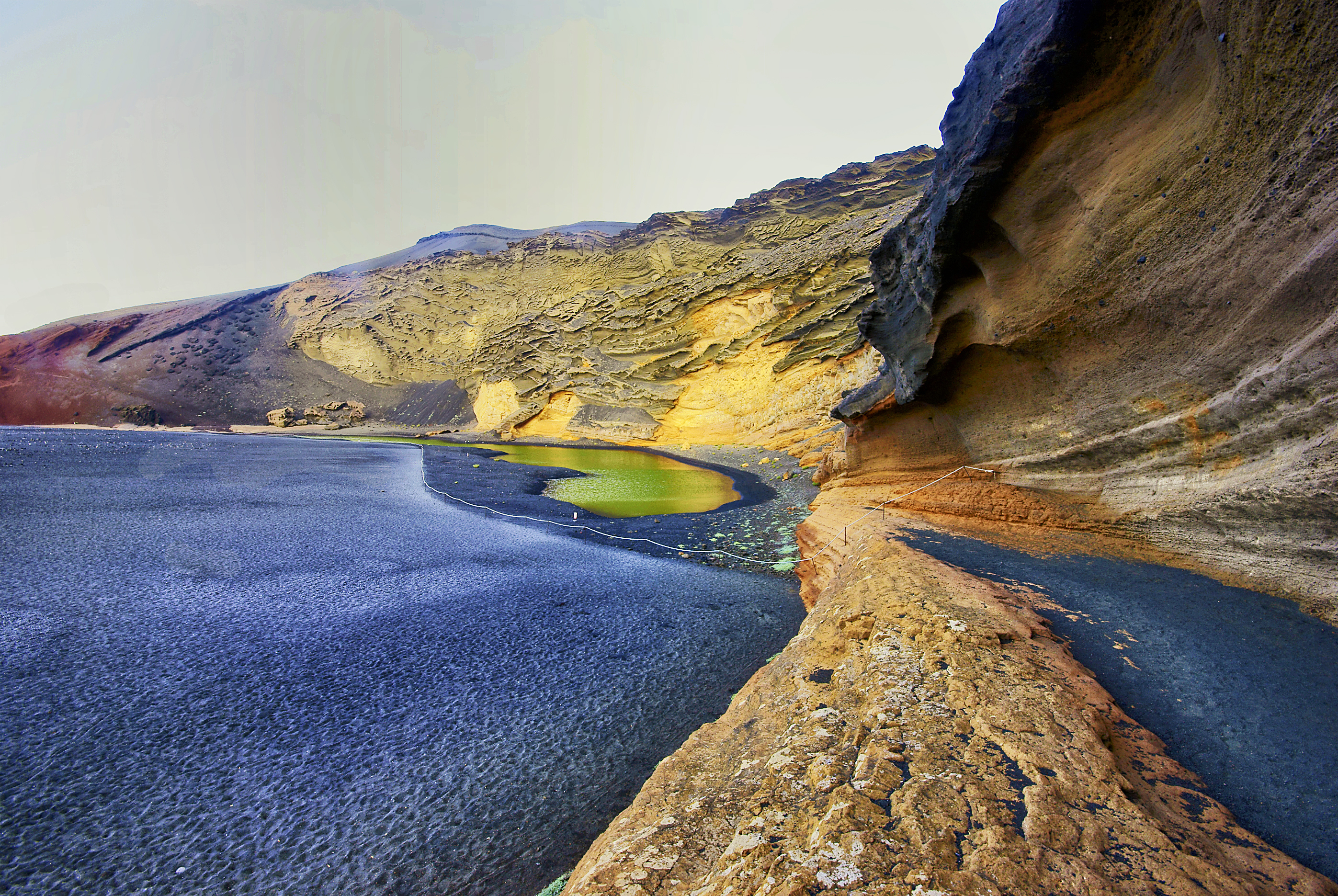
Charco de los Ciclos
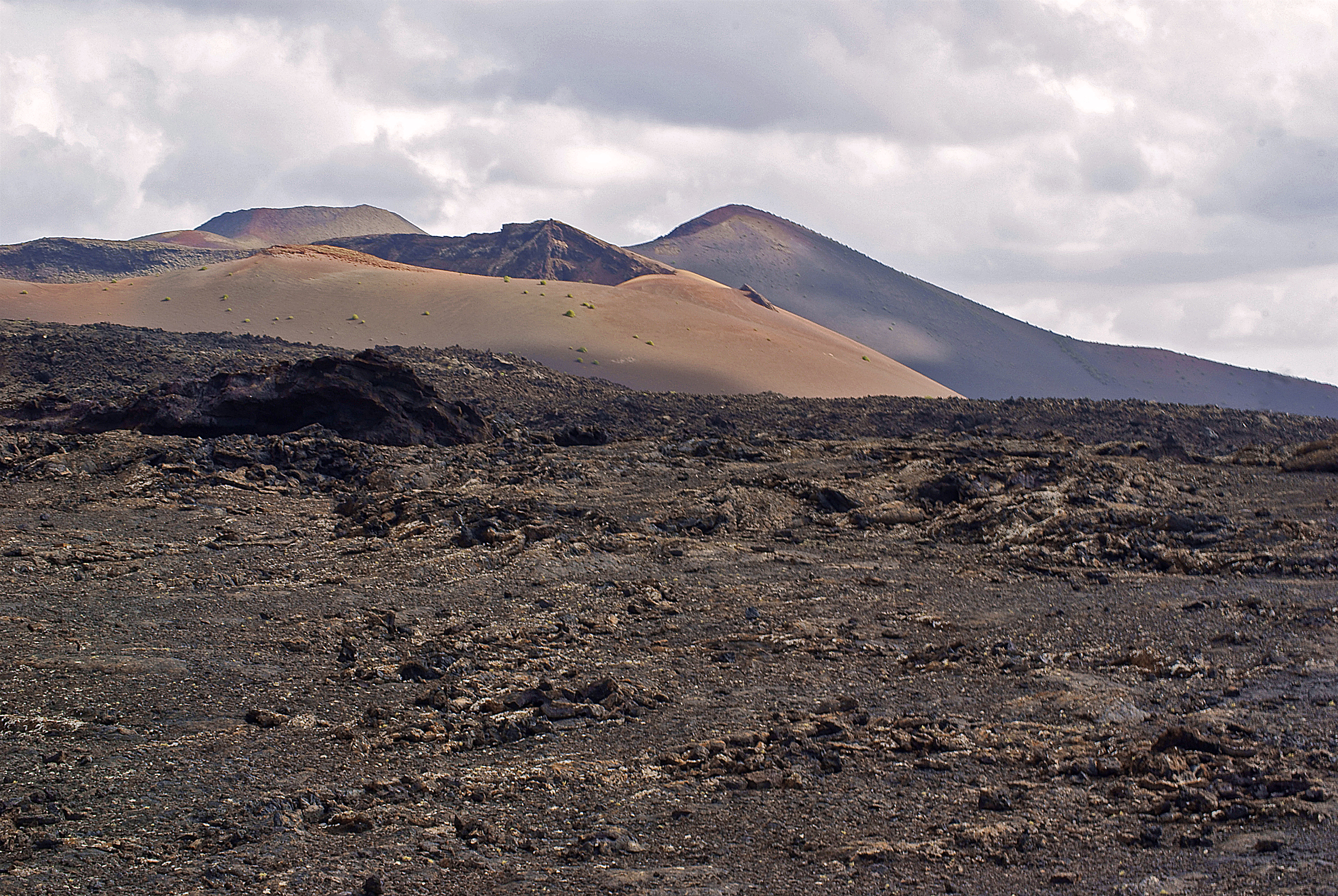
Timanfaya
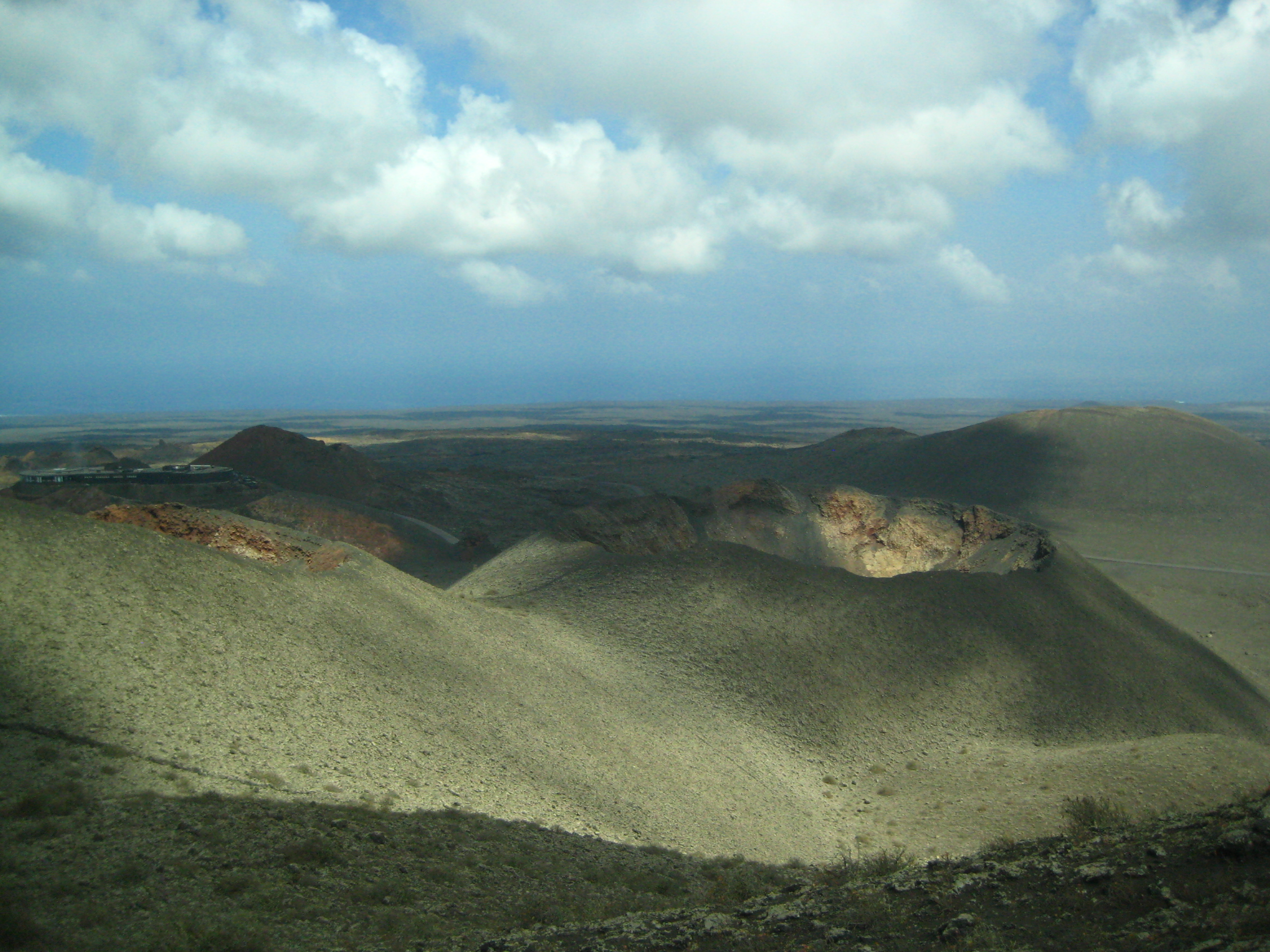
Timanfaya
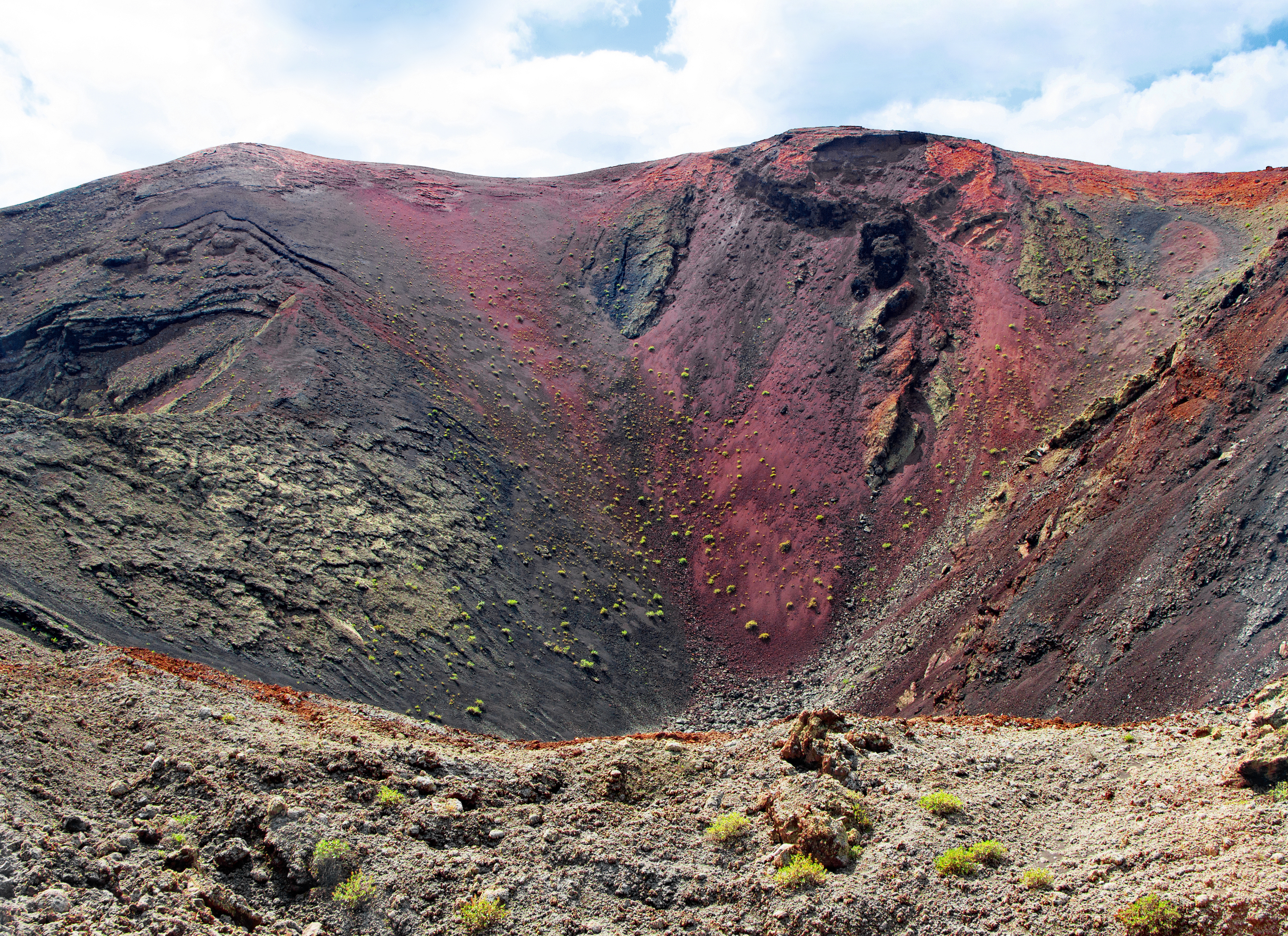
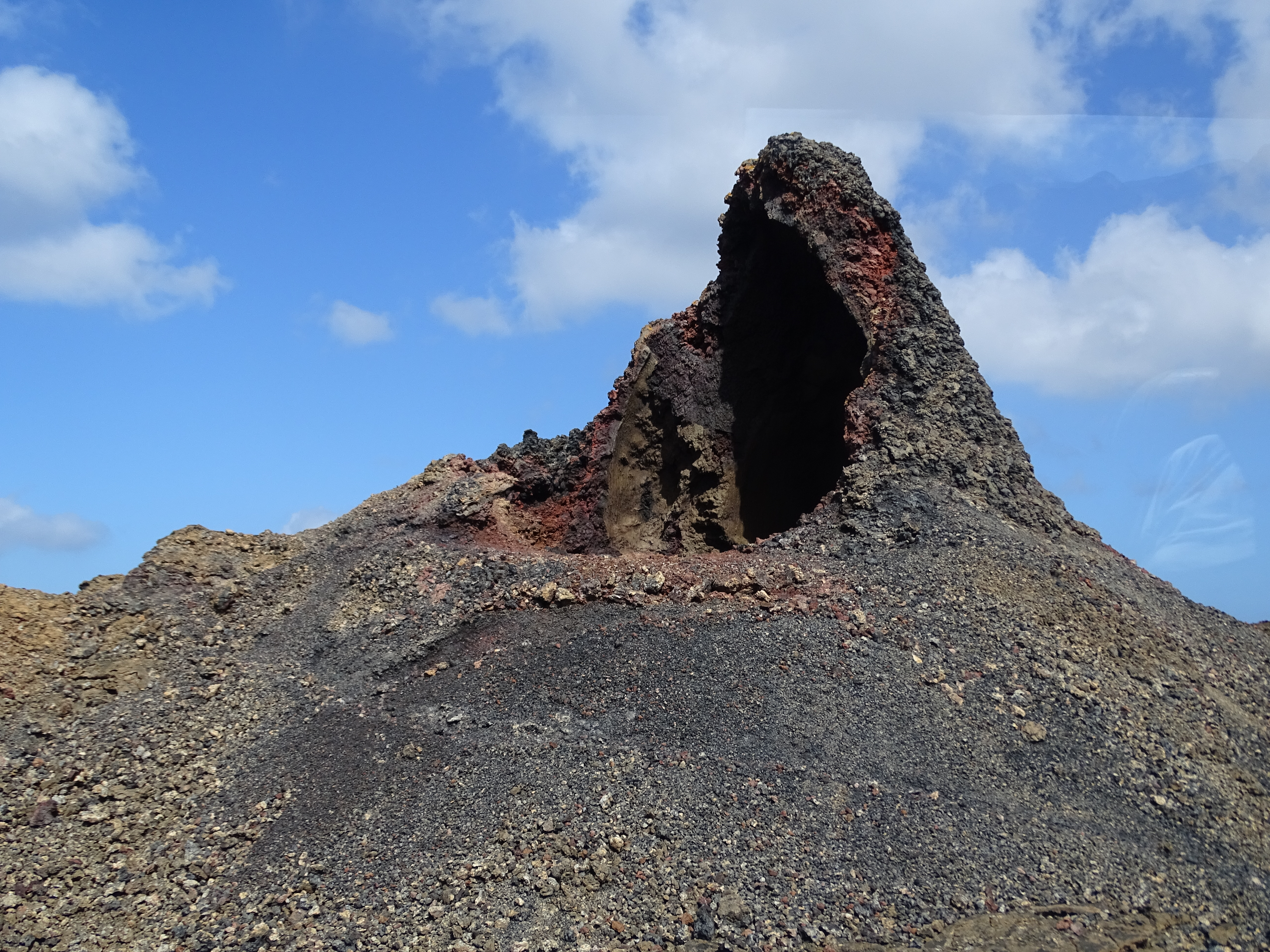

Các vụ phun trào lớn nhất được ghi nhận xảy ra giữa năm 1730 đến 1736. Hoạt động núi lửa vẫn tiếp tục khi nhiệt độ bề mặt trong lõi khoảng 100-600 °C ở độ sâu 13 mét (43 ft), được chứng minh bằng cách đổ nước vào mặt đất, kết quả là sẽ tạo thành một mạch nước phun hơi nước, đây chính là điểm thu hút khách du lịch tới vườn quốc gia này. Chỉ có một ngọn núi lửa hoạt động, là núi lửa Timanfaya được đặt cho vườn quốc gia.
Năm 1993, UNESCO đã công nhận khu vực tự nhiên bao phủ toàn bộ đảo Lanzarote là khu dự trữ sinh quyển thế giới, mang giá trị cốt lõi trong việc bảo tồn sinh quyển.